# Sirakovo (Veliko Gradište)
Pour les articles homonymes, voir Sirakovo.
Sirakovo (en serbe cyrillique : Сираково) est un village de Serbie situé dans la municipalité de Veliko Gradište, district de Braničevo. Au recensement de 2011, il comptait 590 habitants.

## Démographie

### Évolution historique de la population
| 1948  | 1953  | 1961  | 1971  | 1981  | 1991  | 2002 | 2011 |
| ----- | ----- | ----- | ----- | ----- | ----- | ---- | ---- |
| 1 295 | 1 334 | 1 307 | 1 331 | 1 274 | 1 201 | 894  | 590  |

|  |